# Noboribetsu
Noboribetsu (登別市, Noboribetsu-shi) és una ciutat i municipi de la subprefectura d'Iburi, a Hokkaido, Japó. Noboribetsu és, a data del 2020, el 16é municipi més poblat de Hokkaido i el tercer de la subprefectura d'Iburi.

## Geografia
El municipi de Noboribetsu es troba al sud-oest de la subprefectura d'Iburi, al sud-est de Hokkaidô. A l'oest i al nord del municipi, el terreny està dominat per les muntanyes, mentres que la costa és un terreny pla. El terme municipal de Noboribetsu limita amb els de Muroran i Date a l'oest, Sōbetsu al nord i Shiraoi a l'est. Al sud, la ciutat de Noboribetsu fa costa amb l'oceà pacífic.

## Història
El nom de la ciutat, Noboribetsu, prové del nom en ainu, "Nur-pet", que vol dir en català "riu fosc". L'escriptura japonesa en kanjis (登別) vol dir "Pujar diferent", significat sense sentit, ja que l'escriptura en ideogrames s'ha utilitzat només pel seu significat fonètic i no pel significat dels caràcters, el que en japonés es diu ateji.

### Cronologia
- 1919: Es funda el poble de Horobetsu.[3]
- 1951: El poble de Horobetsu esdevé vila.
- 1961: La vila de Horobetsu canvia el seu nom a Noboribetsu.
- 1970: La vila de Noboribetsu esdevé ciutat.

## Política i govern

### Alcaldes
En aquesta taula només es reflecteixen els alcaldes democràtics, és a dir, des de l'any 1947. En el cas concret de la ciutat de Noboribetsu, la llista comença el 1970, quan es funda la ciutat.
| Alcalde             | Inici del mandat | Fi del mandat | Partit | Partit |
| Tadao Takada        | 1970             | 1975          |        | Ind    |
| Senichirō Tamura    | 1975             | 1979          |        | Ind    |
| Motosaburō Nakahama | 1979             | 1988          |        | Ind    |
| Akira Ueno          | 1988             | 2008          |        | Ind    |
| Haruichi Ogasawara  | 2008             | -             |        | Ind    |

## Transport

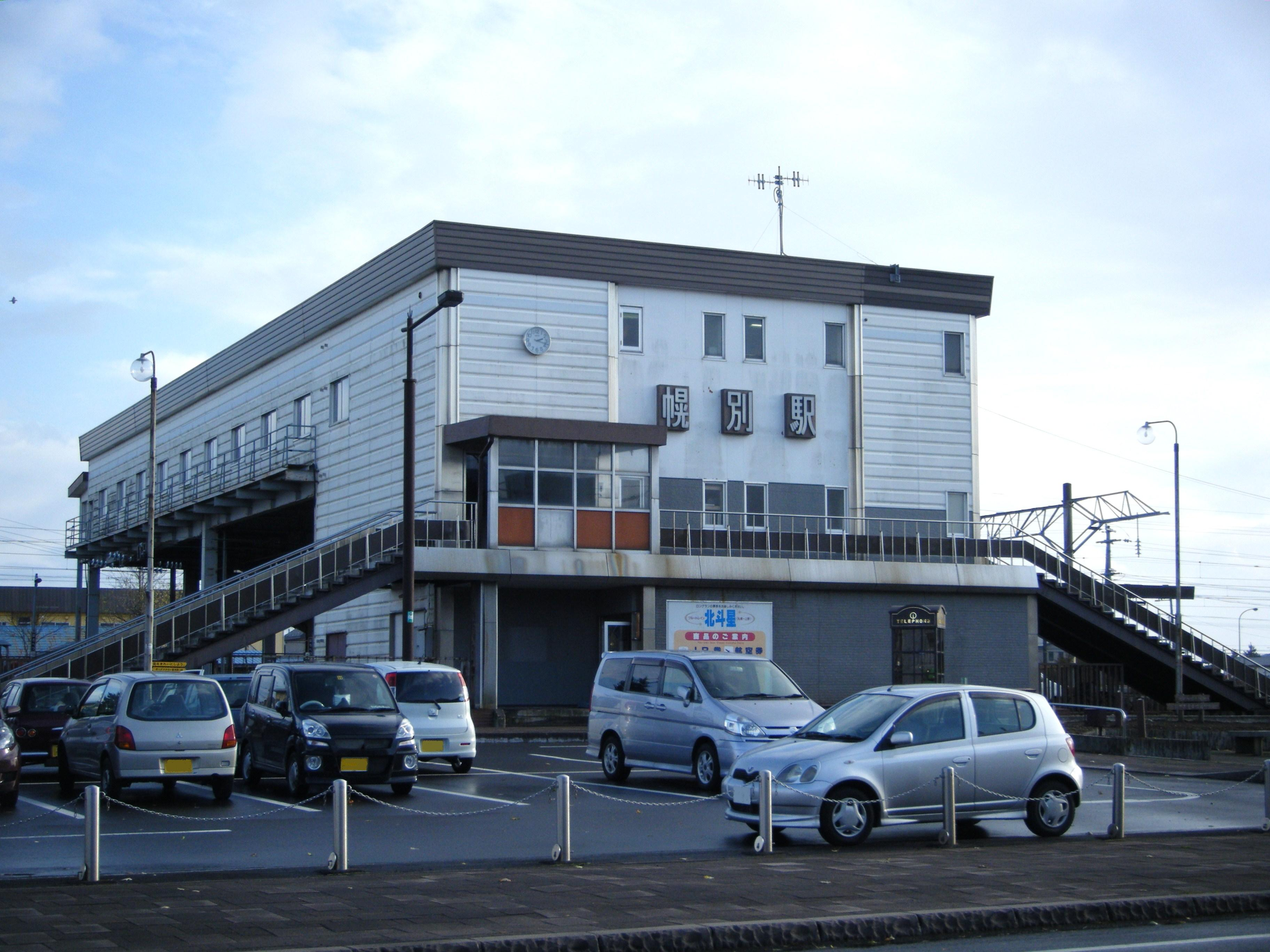
Estació de Horobetsu

### Ferrocarril
- Companyia de Ferrocarrils de Hokkaido (JR Hokkaido)
  - Estació de Washibetsu
  - Estació de Horobetsu
  - Estació de Tomiura
  - Estació de Noboribetsu

### Carretera
- Autopista Central de Hokkaidō (Dōō)
- Nacional 36
- Prefectural 2
- Prefectural 144
- Prefectural 286
- Prefectural 327
- Prefectural 350
- Prefectural 387
- Prefectural 701
- Prefectural 782

## Agermanaments
- Shiroishi, prefectura de Miyagi, Japó.[5] (1983)
- Saipan, Illes Marianes del Nord, EUA.[6] (2006)
- Faaborg-Midtfyn, Dinamarca Meridional, Dinamarca.[6] (2007)
- Canton, província de Canton, RPX.[6] (2012)
- Ebina, prefectura de Kanagawa, Japó.[5] (2015)